# Vanessa Amaro
Vanessa Fernandes Amaro (São Paulo, 23 de junho de 1981) é uma professora universitária luso-brasileira, igualmente jornalista, doutora em Comunicação pela Universidade de Macau. É atualmente professora associada do Centro de Estudos Portugueses da Universidade Politécnica de Macau. 
O seu foco de investigação situa-se na intersecção entre cidades pós-coloniais e a rica tapeçaria da herança portuguesa no mundo, com especial enfoque em Macau, território chinês onde reside.

## Vida e obra
Vanessa Amaro é filha de emigrantes portugueses no Brasil oriundos de Trás-os-Montes, por parte de pai, e da Beira Alta, por parte de mãe. Nasceu na maior cidade brasileira e da América do Sul em 1981. Em São Paulo, licenciou-se em Jornalismo pela Universidade São Judas Tadeu, no ano de 2002.
A sua carreira jornalística começou enquanto ainda estudava, percorrendo o continente americano de norte a sul: no Brasil, colaborou com a agência Reuters (1999-2002), no México com a agência noticiosa Notimex (2000) e no Canadá com a revista WestCoast Families (2001).
Em 2003, mudou-se para Portugal, país das suas gerações passadas, onde trabalhou, como jornalista, em diversos meios, tais como correspondente para a sucursal da agência Reuters do Brasil, na revista Nova Gente, na revista Focus e no semanário Tal & Qual. Foi editora no diário Correio da Manhã e no portal Sapo. Pelo meio, passou cerca de um ano em Espanha como correspondente da revista Sábado.
Enquanto exercia as suas funções de jornalista, em 2006, concluiu o mestrado em Ciências da Comunicação na Faculdade de Ciências Sociais e Humanas da Universidade Nova de Lisboa, intitulado "Jornalismo de investigação e democracia: notícias, responsabilidade e sistema democrático".
Em 2010, muda-se para Macau, na China. No território administrado por Portugal até 1999, continuou a trabalhar como jornalista e editora no diário Hoje Macau, bem como coordenadora editorial da revista Macau.
Ao mesmo tempo, inicia atividade universitária. Entre as suas principais áreas de investigação académica contam-se as Relações Interculturais, Pós-colonialismo, Neocolonialismo, os Meios de Comunicação em Língua Portuguesa de Macau, Hibridismo, Estudos Culturais e Língua.
Primeiramente, começa como professora de Comunicação no Instituto Politécnico de Macau. Em 2012, decide fazer um doutoramento em Comunicação pela Universidade de Macau, onde foi professora part-time de Jornalismo, terminando e defendendo a tese em 2016.
Passou aos quadros do Instituto Politécnico de Macau e, atualmente, é professora associada do Centro de Estudos Portugueses da Universidade Politécnica de Macau.
O estudo “The Portuguese Calçada in Macau Paving Residual Colonialism with a New Cultural History of Place”, que Vanessa Amaro realizou em conjunto com Sheyla S. Zandonai, publicado em Agosto de 2018 na revista académica Current Athropology com a chancela da University of Chicago Press, foi distinguido com uma menção honrosa pela Fundação Macau na sexta edição dos prémios de investigação em humanidades e ciências sociais.
Em setembro de 2022, num seminário organizado pela Universidade de São José e o Instituto do Oriente do ISCSP-ULisboa, a investigadora abordou os problemas da comunidade portuguesa residente em Macau nos últimos dez anos, com uma intervenção que teve como título “O que se segue para a nossa ‘mobília’? Revisitando o papel da comunidade portuguesa na RAEM na última década”.
Aproveitando o intenso trabalho de campo etnográfico, continua a investigar a comunidade portuguesa em Macau, dissecando como os ícones e símbolos culturais portugueses que moldam ativamente a identidade pós-colonial em evolução daquele território chinês.

### Hóquei em patins
Paralelamente à carreira de jornalista e à vida académica, Vanessa Amaro foi ainda jogadora de hóquei em patins, tendo sido inclusive internacional por Macau por diversas ocasiões. Antes, ao nível de equipas, jogou na Portuguesa de Desportos e na Casa de Macau (apenas hóquei em campo), no Brasil, bem como no Hockey Clube de Sintra e no APAC Tojal, em Portugal.

## Obra publicada

### Artigos em revistas académicas comreferees
- Amaro, V. (2025). Recasting memory and identity: The Barcelos rooster in Macau's potscolonial narrative. Portuguese Journal of Social Science, Volume 21, Number 3.
- Amaro, V. e Zhang, X. (2025). Intercultural Interfaces: Artificial inelligence and its challenges of cultural sensitivity. E-Revista de Estudos Interculturais do CEI-ISCAP, n.º 13, artigo 18.[14]
- Pires, M. e Amaro, V. (2025). Artificial and natural: interlligence and balance in PFL. Millenium - Journal of Education, Technologies, and Health, 2(27), e40020.[15]
- Amaro, V. e Simpson, T. (2024). The Macau arraial: Portuguese heritage, serious games, and postcolonial identity in a Chinese tourist city. Tourist Studies, 24(4), 385-409.[16]
- Amaro, V. e João Pires, M. (2024). Found in translation, lost in education: artificial intelligence’s impacts on translation tertiary education in Macao, Asian Education and Development Studies, Vol. 13 No. 4, pp. 269-281.[17]
- Amaro, V. (2024). Crowing in two voices: The cultural transformation of the Portuguese rooster in postcolonial Macau. Humanit Soc Sci Commun 11, 250.[1][18]
- Zandonai, S e Amaro, V (2018). The Portuguese Calçada in Macau: Paving Residual Colonialism with a New Cultural History of Place. Current Anthropology, Volume 59, Number 4.[1]
- Amaro, V. (2016). Linguistic Practice, Power and Imagined Worlds: The Case of the Portuguese in Postcolonial Macau. Journal of Intercultural Studies, 37(1), 33–50.[1]
- Amaro, V. (2015). “We”, “They” and the Spaces In-Between: Hybridity in Intercultural Interactions between Portuguese and Chinese Residents in Macau. Multilingua, vol. 34, no. 3, pp.[1]

### Tese de Doutoramento
- Amaro, V. (2016). Identity and Issues of Socio-Cultural Status in the Portuguese Community in Postcolonial Macau. University of Macau.[19][20]

### Dissertação de Mestrado
- Amaro, V. (2006). Jornalismo de investigação e democracia: notícias, responsabilidade e sistema democrático. Faculdade de Ciências Sociais e Humanas da Universidade Nova de Lisboa (FCSH-UNL).[4]